# チェイス・ティアティア
チェイス・ティアティア（Chase Tiatia、1995年10月14日 - ）は、ジャパンラグビーリーグワンセコムラガッツに所属するラグビー選手。

## プロフィール
- ニュージーランド、ウェリントン出身[1]。
- ポジションはスタンドオフ(SO)、ウィング(WTB)、センター(CTB)、フルバック(FB)。
- 身長 181cm、体重 93kg。
- U20サモア代表に選ばれたことがある[2]。

## 略歴
Stパトリックカレッジ・シルバー卒業後、ウェリントン・ベイ・オブ・プレンティ・チーフス・ハリケーンズ・チーフス・ホークスベイ・フォースを経て、2024年、狭山セコムラガッツに加入。同年12月22日に行われたJAPAN RUGBY LEAGUE ONE第1節ウォーターガッシュ昭島戦に先発出場でリーグワン公式戦初出場を果たして、デビュー戦でトライをあげた。

## 受賞歴

### ジャパンラグビーリーグワン
- 2024-25最多トライゲッター(DIVISION 3) , プレーヤー・オブ・ザ・シーズン (DIVISION 3)